# U 40 (U-Boot, 1915)
U 40 war ein U-Boot der deutschen Kaiserlichen Marine. Es war das erste deutsche U-Boot, das einer U-Boot-Falle zum Opfer fiel.

## Bau und Indienststellung
Das Boot war ein sogenanntes Zweihüllenboot, als Hochseeboot in einem Amtsentwurf bei der Germaniawerft konzipiert. Maßgeblich verantwortlich für die Entwicklung dieses Typs war der Ingenieur Hans Techel. Aus diesen Entwürfen leiteten sich auch die Zweihüllen-Hochsee-Boote der Typen U 51 bis U 56, U 63 bis U 65 und U 81 bis U 86 ab. U 40 wurde am 12. Juni 1912 in Auftrag gegeben und am 3. April 1913 in der Germaniawerft auf Kiel gelegt. Der Stapellauf erfolgte am 22. Oktober 1914. Nach seiner Indienststellung am 24. Februar 1915 unter Kapitänleutnant Gerhardt Fürbringer wurde U 40 der auf Helgoland stationierten II. U-Boot-Flottille unterstellt.

## Technik
Das Boot war 64,7 m lang und 6,32 m breit und hatte einen Tiefgang von 3,56 m sowie eine Verdrängung von 685 Tonnen über und 878 Tonnen unter Wasser. Die Besatzung bestand aus 35 Mann, darunter vier Offiziere. Die Maschinen für die Überwasserfahrt waren zwei Sechs-Zylinder-Viertakt-Dieselmotoren, die bei der Germaniawerft gebaut wurden und zusammen eine Leistung von 1.361 kW (1.850 PS) hatten. Zur Unterwasserfahrt kamen zwei SSW-Doppel-Modyn-Elektromotoren mit zusammen 880 kW (1.200 PS) zum Einsatz. Damit waren Geschwindigkeiten von 16,4 kn über Wasser bzw. 9,7 kn unter Wasser möglich. Der Aktionsradius betrug bis zu 8790 NM bei Überwasserfahrt. Bei getauchter Fahrt mit 5 kn Marschgeschwindigkeit wurden 80 NM erreicht. Die maximale Tauchtiefe betrug 50 Meter. Die sechs mitgeführten Torpedos konnten über zwei Bug- und zwei Heckrohre verschossen werden. Außerdem war ein 8,8-cm-Schnellfeuergeschütz auf Deck installiert.

## Einsätze und Verbleib
Das U-Boot absolvierte lediglich eine Feindfahrt ohne Versenkungen. 40 Meilen vor dem in den Scottish Borders gelegenen Eyemouth begegnete es am 23. Juni 1915 der britischen U-Boot-Falle Taranaki, von der es versenkt wurde. Bei der Falle, einer neuartigen britischen Maßnahme gegen U-Boote, handelte es sich um den „decoy trawler“ Taranaki und das von diesem geschleppte, ältere U-Boot der C-Klasse, C 24. Als U 40 auftauchte, um den Trawler zu kontrollieren, sollte das Tau zu C 24, dessen Besatzung über eine Telefonleitung verbunden war und über das Herannahen des deutschen U-Boots informiert wurde, gekappt werden und C 24 sollte U 40 torpedieren. Der Lösemechanismus für das Tau versagte jedoch. Trotzdem gelang es dem Kommandanten Taylor, C 24 in Position zu bringen und U 40 erfolgreich zu torpedieren. 32 Seeleute kamen ums Leben, drei Besatzungsmitglieder, Kommandant, WO und ein Maat, die sich beim Torpedoeinschlag mittschiffs auf dem Turm befunden hatten, konnten gerettet werden. Das Wrack wurde 2009 entdeckt. Danach musste der bisher angenommene Ort des Untergangs – vor Aberdeen (57° 0′ N, 1° 50′ W) – korrigiert werden. Das Wrack wurde etwa 40 Meilen vor der schottischen Küste bei Eyemouth gefunden. Der genaue Fundort wird nicht veröffentlicht, da es sich um ein Kriegsgrab handelt.

## Folgen
Der Einsatz von Fischerbooten und in ihrem Schlepp befindlichen U-Booten als U-Boot-Fallen war von zweifelhaftem Erfolg. Der britischen Marine gelang nur die Versenkung von zwei deutschen U-Booten durch Decoy Trawler, nämlich außer von U 40 nur noch von U 23. Die Überlebenden von U 23 wurden in England unvorsichtigerweise mit internierten Deutschen zusammengebracht, die im Spätsommer 1915 nach Deutschland repatriiert wurden. Aufgrund der von diesen in der Heimat gegebenen Informationen stellte sich die deutsche Marine auf diese Kriegslist ein – britische Trawler wurden grundsätzlich behandelt, als seien sie „Decoy Ships“. Bis 1918 wurden 675 Fischerboote versenkt. Hierbei kamen 434 Fischer um ihr Leben. Auch soweit andere Typen von U-Boot-Fallen verwendet wurden – z. B. versteckt bewaffnete Schiffe unter der Flagge nicht kriegführender Staaten (vgl. U 36) –, rechtfertigten die Verluste kaum den Einsatz solcher Schiffe: 11 versenkten U-Booten insgesamt standen 76 von den Deutschen versenkte Tarnschiffe gegenüber. Ab 1917 wurden die verbliebenen Schiffe nicht mehr eingesetzt.

## Offiziere
Kommandant des U-Bootes war Kapitänleutnant Gerhardt Fürbringer, der ältere Bruder von Werner Fürbringer, Zweiter Offizier war Leutnant z. S. Rudolf Jauch.

## Bemerkenswertes
U 40 soll das erste U-Boot gewesen sein, auf dessen Deck ein Flugzeug transportiert wurde – eine Taktik, die indes kurz darauf als Fehlschlag von der Marineführung verworfen worden sein soll.